# Barbara Ferries
Barbara Hale Ferries, z domu Henderson (ur. 5 września 1944 w Houghton) – amerykańska narciarka alpejska, brązowa medalistka mistrzostw świata. 
Wystartowała na mistrzostwach świata w Chamonix w 1962 roku, gdzie zdobyła brązowy medal w zjeździe. W zawodach tych wyprzedziły ją jedynie Austriaczka Christl Haas i Włoszka Pia Riva. Był to jej jedyny medal wywalczony na międzynarodowej imprezie tej rangi. Na tej samej imprezie zajęła również piąte miejsce w gigancie, dwunaste w kombinacji oraz osiemnaste w slalomie. Brała także udział w igrzyskach olimpijskich w Innsbrucku w 1964 roku, gdzie zajęła 20. miejsce w gigancie, a w slalomie została zdyskwalifikowana.

## Osiągnięcia

### Igrzyska olimpijskie
| Miejsce | Dzień    | Rok  | Miejscowość | Konkurencja | Czas biegu | Strata | Zwyciężczyni        |
| ------- | -------- | ---- | ----------- | ----------- | ---------- | ------ | ------------------- |
| DSQ     | 1 lutego | 1964 | Innsbruck   | Slalom      | 1:29,86    | -      | Christine Goitschel |
| 20.     | 3 lutego | 1964 | Innsbruck   | Gigant      | 1:52,24    | +7,20  | Marielle Goitschel  |

### Mistrzostwa świata
| Miejsce | Dzień     | Rok  | Miejscowość | Konkurencja | Czas biegu | Strata     | Zwyciężczyni        |
| ------- | --------- | ---- | ----------- | ----------- | ---------- | ---------- | ------------------- |
| 5.      | 11 lutego | 1962 | Chamonix    | Gigant      | 1:41,53    | +0,57      | Marianne Jahn       |
| 18.     | 14 lutego | 1962 | Chamonix    | Slalom      | 1:34,84    | +23,50     | Marianne Jahn       |
| 3.      | 17 lutego | 1962 | Chamonix    | Zjazd       | 2:09,08    | +4,68      | Christl Haas        |
| 12.     | 17 lutego | 1962 | Chamonix    | Kombinacja  | 41,13 pkt  | +96,92 pkt | Marielle Goitschel  |
| DSQ     | 1 lutego  | 1964 | Innsbruck   | Slalom      | 1:29,86    | -          | Christine Goitschel |
| 20.     | 3 lutego  | 1964 | Innsbruck   | Gigant      | 1:52,24    | +7,20      | Marielle Goitschel  |